# Слиновце
Слиновце (словен. Slinovce) — поселення в общині Костанєвиця-на-Кркі, Споднєпосавський регіон, Словенія. Висота над рівнем моря: 198,5 м.